# Genocidi herero i namaqua
El genocidi herero i namaqua va ser una campanya d'extermini racial i càstig col·lectiu que l'Imperi Alemany va dur a terme a l'Àfrica Sud-occidental Alemanya (actualment Namíbia), contra els pobles herero, nama i san. És considerat el primer genocidi del segle xx. Va tenir lloc entre el 1904 i el 1907, en el marc de les Guerres Herero.

## El genocidi
El gener de 1904, el poble herero, liderat per Samuel Maharero i el capità nama Hendrik Witbooi, es van revoltar contra el poder colonial alemany. Aquell agost, el general alemany Lothar von Trotha va derrotar els herero a la batalla de Waterberg, expulsant-los cap al desert d'Omaheke, on la majoria van morir a conseqüència de la deshidratació. L'octubre el poble nama també es va rebel·lar contra els alemanys, només per patir un destí similar.
La primera fase del genocidi es va caracteritzar per la mort global per fam i deshidratació a conseqüència de la privació, per part de les forces colonials alemanyes, de que els herero en retirada abandonessin el desert del Namib. Un cop derrotats, milers de herero i names van ser empresonats en camps de concentració, on la majoria van morir per malalties, l'abús de les autoritats o de cansament.
Entre 24.000 i 100.000 herero i uns 10.000 nama van morir.

## Conseqüències
El 1985, l'Informe Whitaker de les Nacions Unides va classificar la fase posterior de la guerra com un intent d'exterminar els pobles herero i nama de l'Àfrica del Sud-oest i, per tant, un dels primers intents de genocidi del segle xx. El 2004, el govern alemany va reconèixer i es va disculpar pels esdeveniments, però no va considerar la necessitat de realitzar una compensació financera pels descendents de les víctimes. El juliol de 2015, el govern alemany i el president del Bundestag van anomenar aquests actes oficialment un "genocidi" i "part d'una guerra racista". No obstant, també es va rebutjar considerar cap tipus de reparació.